# Antonio Napolioni
Antonio Napolioni, né le 11 décembre 1957 à Camerino en Italie, est un prélat catholique italien, évêque de Crémone depuis le 16 novembre 2015.

## Biographie
Antonio Napolioni naît à Camerino en 1957 et commence des études de droit à l'université de Camerino. Deux années après, il entre au séminaire de Fano et est ordonné prêtre en 1983 de l'archidiocèse de Camerino-San Severino Marche.
De 1983 à 1993, il est directeur de l'Office de catéchèse du diocèse de Camerino. Le 5 janvier 2005, le pape Jean-Paul II lui confère le titre de chapelain de Sa Sainteté. En 2010, il devient curé de Saint Severin l'Évêque (it), l'ancienne cathédrale de San Severino Marche.
Le 16 novembre 2015, le pape François le nomme évêque de Crémone en Lombardie,. Sa consécration a eu lieu le 30 janvier 2016 par Mgr Dante Lafranconi, évêque émérite.

### Rang ecclésiastique
- : Prêtre de l'Église catholique - 25 juin 1983
- : Chapelain de Sa Sainteté - 25 janvier 2005[2]